# Kolugodu, Mudigere
Kolugodu là một làng thuộc tehsil Mudigere, huyện Chikmagalur, bang Karnataka, Ấn Độ.